# ویلتز
ویلتز (به لوکزامبورگی: Wolz) یک شهرداری در استان ویلتز کشور لوکزامبورگ است که ۱۹٫۳۷ کیلومترمربع مساحت دارد و جمعیت آن در سال ۲۰۰۹ میلادی ۵۰۳۲ نفر بوده‌است.